# László Papp (zapaśnik)
László Papp (ur. 4 stycznia 1905 w Szentes, zm. 28 stycznia 1989 w Budapeszcie) – węgierski zapaśnik, srebrny medalista olimpijski z Amsterdamu.
Walczył w obu stylach. Zawody w 1928 były jego jedynymi igrzyskami olimpijskimi. Medal w 1928 zdobył w wadze średniej w stylu klasycznym (do 75 kg). Zdobył złoto mistrzostw Europy w 1927 w stylu klasycznym i w 1933 w stylu wolnym. Był również trzykrotnym medalistą tej imprezy w stylu klasycznym. 